# Orographe

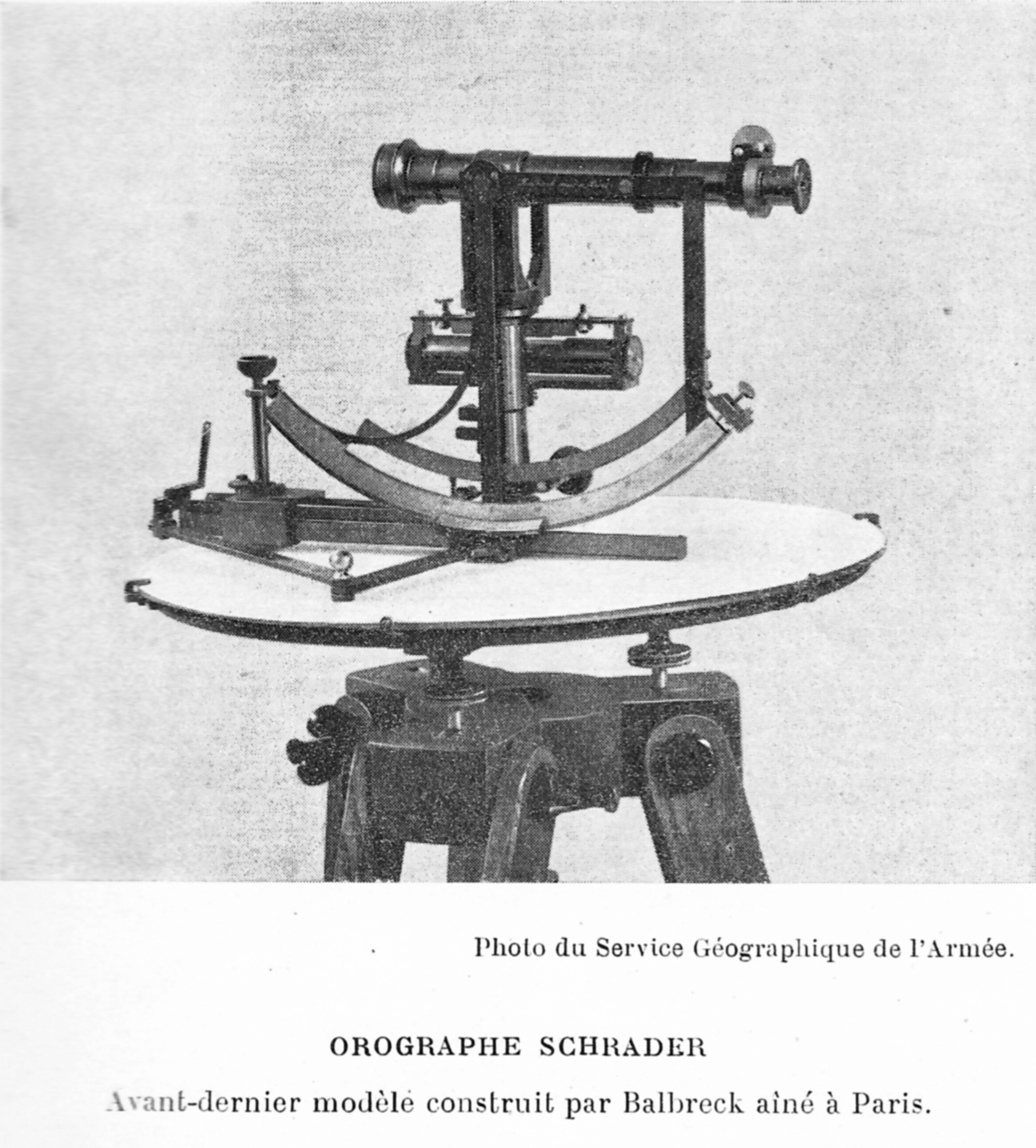
Le cinquième modèle d'orographe - entièrement métallique - construit en 1885 sur les indications de Schrader. Le plateau de dimension réduite (32 cm) facilite les vues plongeantes et ascendantes.

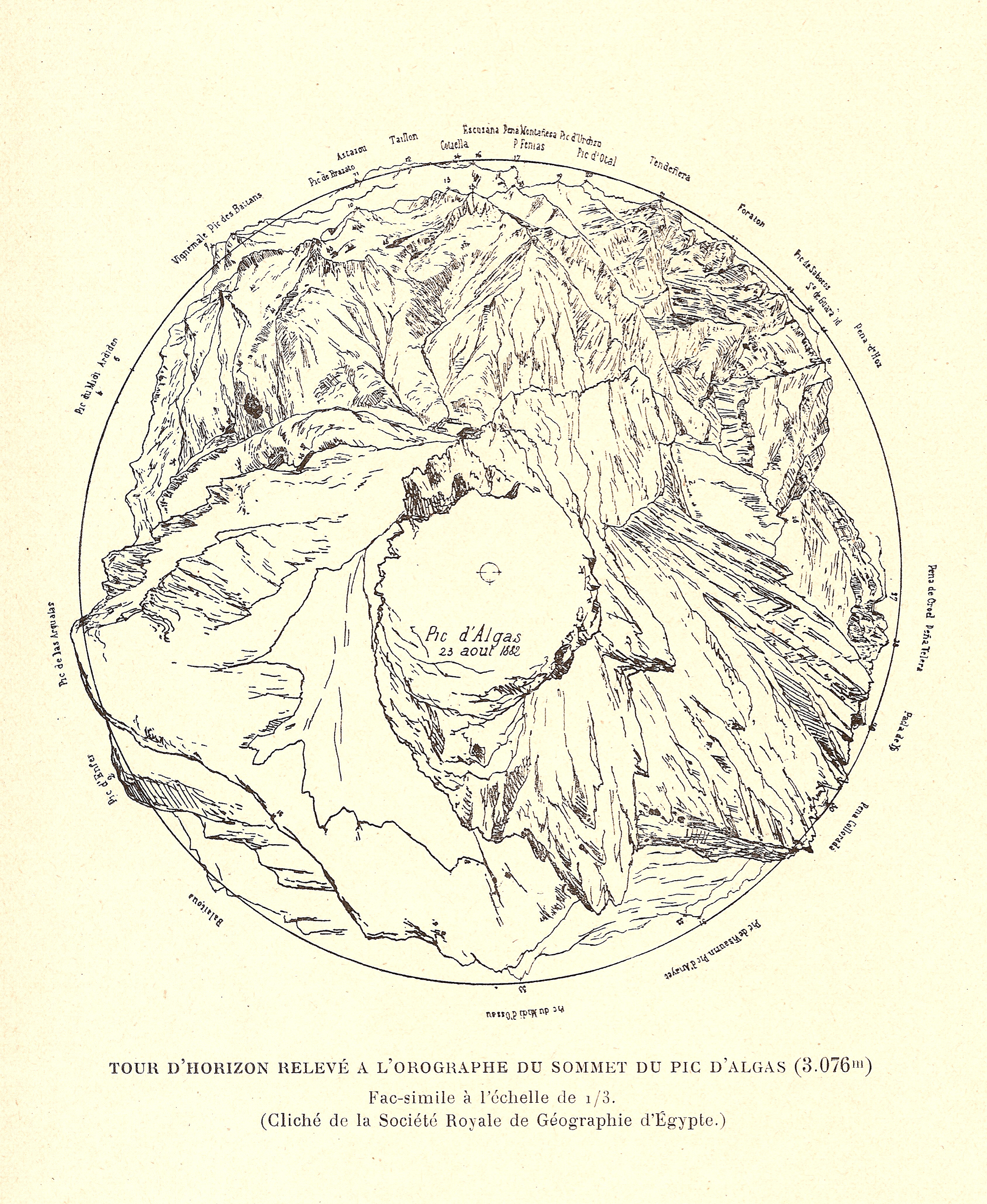
Un des tours d'horizon réalisé à l'aide d'un orographe par Franz Schrader.

L'orographe a été inventé en 1873 par Franz Schrader pour faciliter la cartographie des régions montagneuses en réalisant des « tours d'horizon ». 

« Il s'agissait de combiner un instrument qui tracerait automatiquement le dessin des montagnes sous la forme d'une esquisse périgraphique plane. »

Le principe de l'appareil est de reporter graphiquement les déplacements d'une lunette de visée sur un plateau circulaire pour enregistrer directement l'azimut et la hauteur du point visé. Il comporte :
- une lunette mobile à la fois autour d'un axe vertical et autour d'un pivot horizontal relié à cet axe,
- un bras horizontal qui suit la lunette dans sa rotation autour de l'axe vertical,
- un secteur vertical solidaire de la lunette dans sa rotation autour du pivot horizontal, relié à une réglette coulissant le long du bras horizontal.

La réglette est munie d'un crayon qui permet d'enregistrer sur le disque horizontal les positions visées.
L'observateur trace d'abord la ligne d'horizon du point d'observation, en faisant effectuer à la lunette réglée à l'horizontale une rotation complète. Il vise ensuite les points principaux du paysage observé et enregistre, par des croix, leur position sur le disque (ce sont les points numérotés sur le tour d'horizon). Il peut esquisser, par des mouvements combinés - horizontaux et verticaux - de la lunette, des éléments remarquables du relief (arêtes ou lignes de crêtes).
L'observateur complète ensuite l'esquisse « mécanique », par des compléments ajoutés « à main levée, en plaçant les détails secondaires au milieu du réseau des grandes lignes, et en donnant aux sommets désignés par des croix leur profil caractéristique ».
Un observateur très entraîné, comme Schrader, pouvait réaliser un tour d'horizon en trois heures environ. 
Ces disques servaient ensuite à la réalisation des cartes topographiques, selon les méthodes classiques de la topographie. L'avantage du tour d'horizon réalisé à l'orographe sur les carnets classiques de terrain est qu'on y trouvait à la fois les indications d'azimut et de hauteur des points principaux, et la figuration des formes  du relief.
Schrader a réalisé environ 160 tours d'horizon qu'il a utilisés pour la réalisation de la carte au 1/40 000 du massif du Mont-Perdu et pour celle de la carte des Pyrénées centrales au 1/100 000.
Schrader a tenté sans grand succès de commercialiser l'orographe. L'instrument, bien que très efficace entre les mains d'un observateur habile et excellent dessinateur a été jugé difficile à manier. De plus, l'utilisation de la photographie en topographie, dès la fin du XIXe siècle a fait perdre de son intérêt au dessin exécuté directement sur le terrain.